# الأطفال (فلم 2008)
الأطفال (بالإنجليزية: The Children) هو فيلم رعب تم إنتاجه في المملكة المتحدة وصدر سنة 2008 بطولة إيفا بيرثيستيل وهانا توينتون.

## القصة
تتحول عطلة عيد الميلاد المريحة إلى معركة مرعبة من أجل البقاء حيث يبدأ الأطفال في إثارة غضب والديهم.

## روابط خارجية
- مقالات تستعمل روابط فنية بلا صلة مع ويكي بيانات